# جام بین‌المللی نمایشگاه گلاسگو
جام بین‌المللی نمایشگاه گلاسگو یک مسابقه فوتبال بود که به عنوان بخشی از نمایشگاه بین‌المللی تجارت گلاسکو در سال ۱۹۰۱ برگزار شد.
هشت تیم دسته اول اسکاتلند (که به عنوان باشگاه‌های پیشرو در کشور شناخته می‌شوند) به مسابقات دعوت شدند، و مسابقات در یک سایت مخصوص ساخته شده در گیلمورهیل، در مجاورت دانشگاه گلاسکو و نزدیک به نگارخانه هنری کلوینگروو برگزار شد. جایی که بخش اصلی نمایشگاه در آن برگزار می‌شد. رنجرز در آگوست و اوایل سپتامبر ۱۹۰۱ برنده مسابقات شد و سلتیک را در فینال شکست داد - یک جام و مدال طلا به تیم برنده اهدا شد.
سال بعد فاجعه آیبروکس در سال ۱۹۰۲ رخ داد و رنجرز یک تورنمنت با عواید آن به نفع قربانیان ترتیب داد و جام نمایشگاه را به عنوان جایزه برای برندگان ارائه کرد. سلتیک برنده آن تورنمنت، جام اتحادیه بریتانیا (غلبه بر رنجرز در فینال)، جام را برای همیشه حفظ کرد، علیرغم اینکه روی آن نوشته شده بود "به باشگاه فوتبال رنجرز اهدا شد."

## یک‌چهارم
| تیم ۱      | نتیجه | تیم ۲       |
| ---------- | ----- | ----------- |
| لانارک سوم | ۳–۱   | مورتون      |
| رنجرز      | ۸–۱   | سنت میرن    |
| سلتیک      | ۱–۰   | هیبرنین     |
| هارتس      | ۲–۱   | کویینز پارک |

## نیمه نهایی
| تیم ۱ | نتیجه | تیم ۲      |
| ----- | ----- | ---------- |
| رنجرز | ۴–۱   | لانارک سوم |
| سلتیک | ۲–۱   | هارتس      |

## فینال
| رنجرز                     | ۳–۱   | سلتیک   |
| ------------------------- | ----- | ------- |
| - هامیلتون ۱۵'، ۸۰' - نیل | گزارش | کمپل ۹' |

| رنجرز: |  |                |
|        |  |                |
| GK     |  | متیو دیکی      |
| RB     |  | نیکول اسمیت    |
| LB     |  | جاک دروماند    |
| RH     |  | جیمز استارک    |
| CH     |  | رابرت نیل      |
| LH     |  | نیلی گیبسون    |
| OR     |  | دیوید مک‌دوگال  |
| IR     |  | جیمز ویلکی     |
| CF     |  | روبرت هامیلتون |
| IL     |  | فینلی اسپیدی   |
| OL     |  | الکس اسمیت     |

| سلتیک: |  |                 |
|        |  |                 |
| GK     |  | راب مکفارلین    |
| RB     |  | رابرت دیویدسون  |
| LB     |  | سر بارنی باتلز  |
| RH     |  | جیمی مویر       |
| CH     |  | هری مارشال      |
| LH     |  | تامی هایندز     |
| OR     |  | جانی هادج       |
| IR     |  | جورج لیوینگستون |
| CF     |  | جان کمپل        |
| IL     |  | جیمی دروماند    |
| OL     |  | جیمی کویین      |

## صفحه‌های مشابه
مسابقات قهرمانی فوتبال جهان
جام نمایشگاه امپراتوری
جام نمایشگاه گلاسگو ۱۸۸۸
جام نمایشگاه ادینبرو
جام سنت مونگو
جام تاج‌گذاری